# Indre By

Stadsdelen in de gemeente Kopenhagen 2007-heden:
A: Indre By
B: Østerbro
C: Nørrebro
D: Bispebjerg
E: Brønshøj-Husum
F: Vanløse
G: Valby
H: Vesterbro/Kongens Enghave
I: Amager Vest
J: Amager Øst

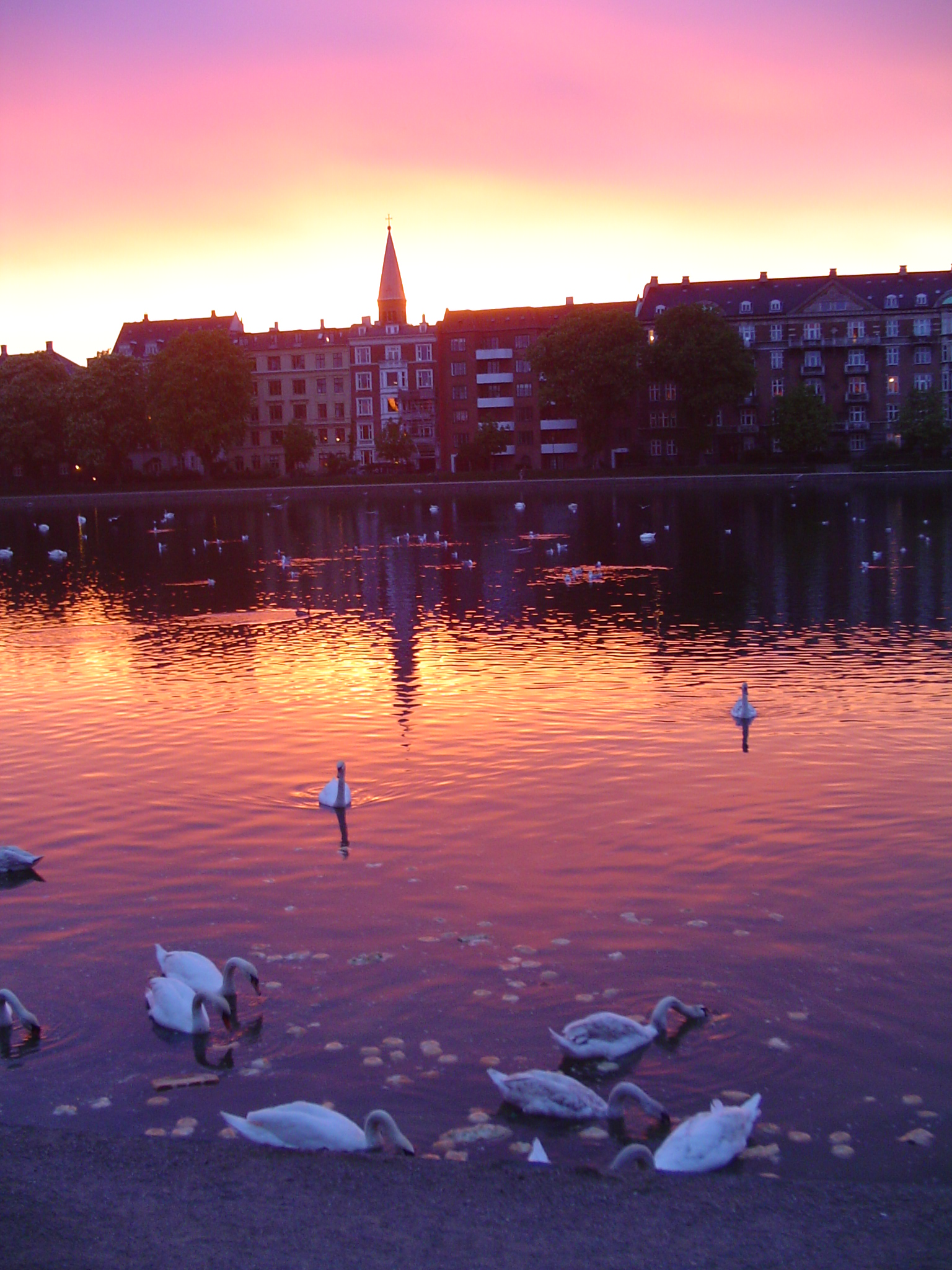
Zicht op het meer in Indre By

Indre By (letterlijk: binnenstad) is een stadsdeel van de Deense hoofdstad Kopenhagen. Het district heeft een oppervlakte van 4,65 km² en een bevolking van 26.223 inwoners.

## Ligging
Het district ligt in het centrum van Kopenhagen met als aangrenzende gebieden:
- in het oosten en zuidoosten Christianshavn, gescheiden door de binnenhaven (Inderhavnen) en de haven van Kopenhagen (Københavns Havn)
- in het noorden Østerbro
- in het westen Nørrebro en Frederiksberg dat geen deel uitmaakt van Kopenhagen maar een aparte enclave is binnen de gemeente Kopenhagen
- in het zuidwesten Vesterbro
- in het zuiden Vestamager, gescheiden door Sydhavnen (de zuidhaven)

## Geschiedenis
Indre By is het historisch, geografisch en politiek hart van het huidige Kopenhagen. De grenzen van het district waren de vroegere stadsgrenzen gedurende de regeerperiode van koning Christiaan IV (1588-1648). Toen was het een versterkte stad omgeven door verdedigingsmuren en slotgrachten. De stad kon betreden worden via vier stadspoorten: de Vesterport, nabij het huidige stadhuis (Rådhus), de Nørreport, nabij het station Nørreport, de Østerport bij het Kastellet en de Amagerport, tussen Christianshavn en Amager.
Een ring van parken werd aangelegd waar vroeger de omwalling was en overblijfselen van de vroegere bastions, ravelijnen en slotgrachten zijn te vinden in Østre Anlæg, de Botanisk Have, Ørstedsparken en Tivoli.
Sinds de hervorming van de stad in 2006–2008 is Kopenhagen officieel verdeeld in tien districten of stadsdelen (bydele): Indre By, Østerbro, Nørrebro, Vesterbro/Kongens Enghave, Valby, Vanløse, Brønshøj-Husum, Bispebjerg, Amager Øst en Amager Vest.
Amager Øst · Amager Vest · Bispebjerg · Brønshøj-Husum · Indre By · Nørrebro · Valby · Vanløse · Østerbro · Vesterbro/Kongens Enghave